# Estêvão Silva

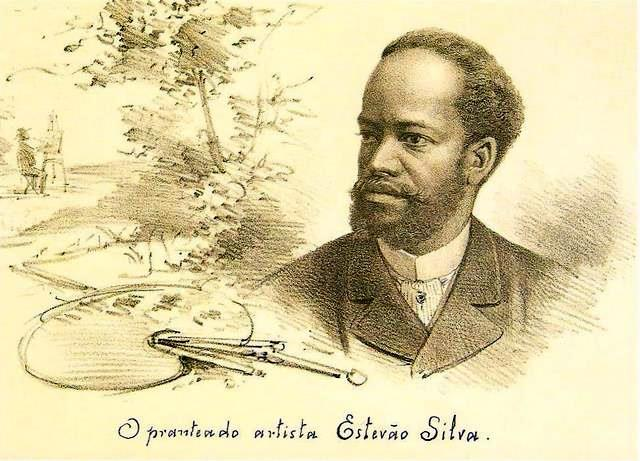
Der Maler Estêvão Silva (1891)
Museu Afro Brasil, São Paulo

Estêvão Roberto da Silva (* 26. Dezember 1845 in Niterói, RJ, Brasilien; † 9. November 1891 ebenda) war ein brasilianischer Maler und Kunstlehrer der zweiten Hälfte des 19. Jahrhunderts. Der erste bedeutende an der Kaiserlichen Akademie der Schönen Künste (AIBA) ausgebildete Afrobrasilianer zeichnete sich durch seine Stillleben aus und gilt bis heute als einer der wichtigsten Vertreter dieser Kunstrichtung.

## Leben
Estêvão Silva war ein Zeitgenosse der Maler Almeida Júnior, Rodolfo Amoedo, Belmiro de Almeida, Antônio Firmino Monteiro  und des Bildhauers Henrique Bernardelli.
Er schrieb sich 1864 an der Kaiserlichen Akademie der Schönen Künste in Rio de Janeiro ein und studierte mit Victor Meirelles, Jules Le Chevrel und Agostinho da Mota, mit dem er eine Leidenschaft für das Malen von Stillleben entwickelte.
In den 1880er Jahren wandte er sich dem deutschen Landschaftsmaler Johann Georg Grimm und dessen Künstlergruppe Grimm zu und identifizierte sich mit der damals innovativen Vorgehensweise ihrer Mitglieder: Naturstudien durch direktes Beobachten und Malen im Freien. Es ging dabei darum, mit den ästhetischen Normen der Akademie zu brechen.
Seine Gemeinsamkeit mit der Gruppe, insbesondere mit Antônio Parreiras (1860–1937) und Giovanni Battista Castagneto (1851–1900), von dem er im Jahr 1880 ein Porträt malte, ging allerdings nicht so weit, dass er wie diese die Beziehungen zur Akademie AIBA abbrach.
Eine Episode seines Lebens ist besonders gut bekannt:  Auf einer Sitzung des Aiba in 1880 protestierte Silva in Anwesenheit des Kaisers Dom Pedro II. gegen die ihm auf der 25. General-Ausstellung der bildenden Künste zuerkannte Auszeichnung. Ein Ausschuss wertete dies als Ungehorsam und untersagte ihm für ein Jahr seine Studientätigkeit an der AIBA.
Im 1880er Jahrzehnt lehrte Estêvão Silva an der Schule für Kunst und Kunsthandwerk von Rio de Janeiro.

## Bedeutung und Werk
Der  Künstler gilt als einer der besten Stilllebenmaler des neunzehnten Jahrhunderts.
Neben seinen Stillleben fertigte er einige Porträts und unter anderem Bilder von historischen (A Lei de 28 de setembro), religiösen (São Pedro) und allegorischen Themen (A Caridade).